# Robin Packalen
Robin Petteri Packalen, noto fino al 2019 con il solo prenome Robin (Turku, 24 agosto 1998), è un cantante finlandese.

## Biografia
Nel 2008 Robin ha vinto Staraskaba, un concorso canoro finlandese per bambini. L'anno successivo ha rappresentato il suo paese al New Wave Junior Contest a Mosca.
Il 16 gennaio 2012 Robin, descritto come «il Justin Bieber della Finlandia» dalla sua etichetta, ha pubblicato il suo singolo di debutto, Frontside Ollie, che ha raggiunto la vetta della classifica finlandese. Il mese successivo è uscito il suo primo album Koodi, certificato multi-platino con oltre 117 000 copie vendute in meno di un anno. Nell'autunno del 2012 è stato pubblicato il secondo album, Chillaa, che ha nuovamente portato Robin in cima alla classifica nazionale e che ha venduto oltre 73 000 copie. Koodi ha fruttato a Robin cinque candidature, di cui quattro vittorie, agli annuali Emma gaala, il maggior riconoscimento musicale finlandese. Ha inoltre vinto il premio al miglior artista finlandese agli MTV Europe Music Awards 2012.
Nell'estate del 2013 è stato pubblicato il singolo Boom Kah, che ha visto la partecipazione di Mikael Gabriel nel brano e nel video. Il singolo ha anticipato l'uscita dell'album omonimo nell'ottobre successivo. L'anno seguente è uscito l'album di remix di Robin, Boombox, seguito nello stesso autunno da 16. I tre dischi sono diventati rispettivamente il terzo, quarto e quinto album numero uno per Robin in Finlandia. Nel 2015 il suo quinto album in studio Yhdessä si è fermato alla 2ª posizione, rimanendo in top fifty per quasi due anni.
Dopo una serie di singoli pubblicati in lingua finlandese nel 2017, Robin si è preso una pausa dai riflettori e ha fatto il suo ritorno nel 2019 pubblicando, per la prima volta, musica in lingua inglese. Nel 2023 è stata confermata la sua partecipazione all'annuale Uuden Musiikin Kilpailu, programma di selezione del rappresentante finlandese all'Eurovision Song Contest, dove ha presentato l'inedito Girls like You. All'evento si è classificato al 4º posto su 7 partecipanti, arrivando ultimo nel voto della giuria e quarto nel televoto.

## Discografia
- 2012 – Koodi
- 2012 – Chillaa
- 2013 – Boom Kah
- 2014 – 16
- 2015 – Yhdessä

## Filmografia
- Robin - The Movie (2012)
- Robin Pop Show (2013)
- Robin - Just nyt (2014)
- Robin - Tää on se hetki (2017)
- Tuntematon sotilas, regina di Aku Louhimies (2017)
- Tuntematon sotilas, mini-serie TV (2019)

## Riconoscimenti
Emma gaala
- 2012 – Debutto dell'anno per Koodi[8]
- 2012 – Album pop dell'anno per Koodi)[8]
- 2012 – Singolo dell'anno per Frontside Ollie[8]
- 2012 – Spotify Innovation Award[8]
- 2012 – Candidatura all'album dell'anno per Koodi[8]
- 2013 – Candidatura al solista maschile dell'anno[16]
- 2013 – Candidatura all'album dell'anno per Boom Kah[16]
- 2013 – Candidatura all'album pop dell'anno per Boom Kah[16]
- 2014 – Album più venduto dell'anno per 16[17]
- 2014 – Candidatura al solista maschile dell'anno[17]
- 2014 – Candidatura all'album dell'anno per 16[17]
- 2014 – Candidatura all'album pop dell'anno per 16[17]
- 2015 – Candidatura al solista maschile dell'anno[18]
- 2015 – Candidatura all'album pop dell'anno per Yhdessä[18]
- 2017 – Candidatura al solista maschile dell'anno[19]
- 2017 – Candidatura alla canzone dell'anno per Me tehtiin tää, Hula hula e Rakkaus on lumivalkoinen[19]

MTV Europe Music Awards
- 2012 – Miglior artista finlandese[9]